# Porte du Vainqueur
Propriété inaliénable de l'association ''Société des Amis du Vieux Cordes'' [archive] a porte du Vainqueur, dite aussi porte du Planol est une porte médiévale de Cordes-sur-Ciel, une commune du Tarn. Elle est classée monument historique depuis le 20 juin 1923.

## Origine
Cette porte a été construite entre 1222 et 1229, lors de la construction de la bastide. Elle appartient à la deuxième enceinte.

## Description

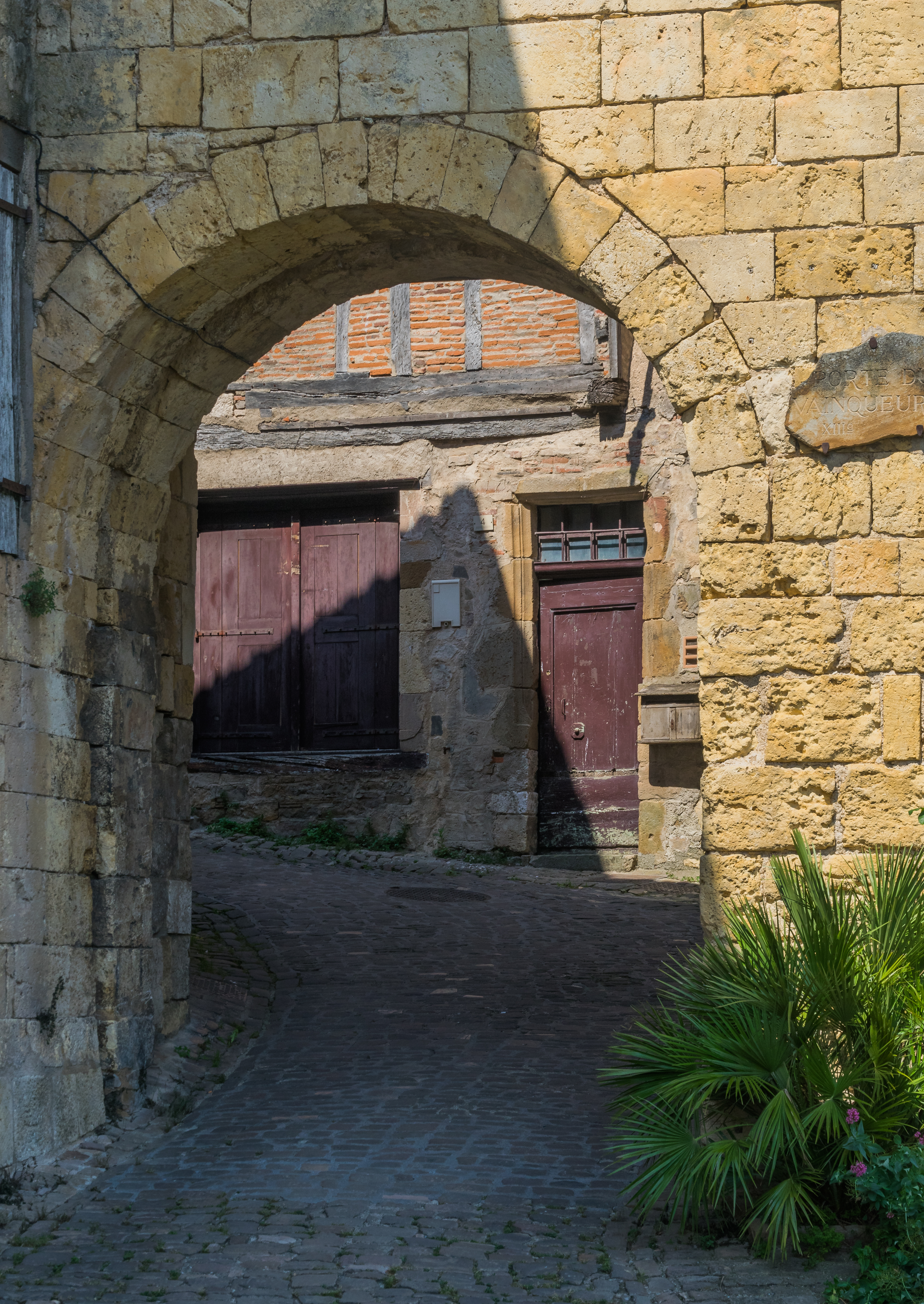
Entrée voutée et rainure obturée de l'ancienne herse.

La porte est ouverte sur le côté d'une tour sur un axe qui suit le pied des remparts et faisant faire à la rue un virage à angle droit. La voute de la porte est en plein cintre surmonté d'une fenêtre. Une rainure de herse est toujours présente.
Une archère inclinée vers le bas défend la porte contre l'assaillant qui aurait franchi la Barbacane.
La partie gauche en montant, a été absorbée par les habitations.
L'arrière de la porte, côté ville a été remanié. Il est bâti à colombage.